# Đại học Freiburg
Đại học Freiburg (tiếng Đức: Albert-Ludwigs-Universität Freiburg, thông dụng là Uni Freiburg hoặc chỉ là Freiburg), là một trường đại học nghiên cứu công cộng nằm ở Freiburg im Breisgau, Baden-Württemberg, Đức.
Trường đại học được thành lập vào năm 1457 bởi triều Habsburg làm trường đại học thứ hai trong lãnh thổ Áo Habsburg sau Đại học Wien. Ngày nay, Freiburg là trường đại học lâu đời thứ năm ở Đức, với một truyền thống lâu đời về lĩnh vực giảng dạy khoa học nhân văn, khoa học xã hội và khoa học tự nhiên. Trường đại học này được có 11 khoa và thu hút sinh viên trên toàn nước Đức cũng như sinh viên từ hơn 120 quốc gia khác. Sinh viên nước ngoài chiếm khoảng 16% tổng số lượng sinh viên của trường.
Đại học Freiburg nằm trong nhóm các tổ chức nghiên cứu và giảng dạy hàng đầu của châu Âu. Với danh tiếng xuất sắc lâu đời, trường này duy trì di sản lịch sử học và văn hóa của mình, phát triển các phương pháp mới để đáp ứng các nhu cầu của một thế giới đang thay đổi. Đại học Freiburg là một trong những nơi tập trung một số nhân vật vĩ đại nhất của văn hóa phương Tây, trong đó có thể kể đến một nhân vật nổi bật như bao gồm cả con số đó nổi tiếng như Martin Heidegger, Hannah Arendt, Rudolf Carnap, David Daube, Johann Eck, Hans-Georg Gadamer, Friedrich Hayek, Edmund Husserl, Friedrich Meinecke, và Max Weber. Ngoài ra, 19 người đoạt giải Nobel có mối liên hệ với trường này và 15 học giả đã được vinh danh với giải thưởng nghiên cứu cao nhất của Đức, giải thưởng Gottfried Wilhelm Leibniz, trong khi làm việc tại Đại học Freiburg.